# Лоза
Вижте пояснителната страница за други значения на Лоза.
 Тази статия е за рода растения.  За земеделската култура вижте Европейска винена лоза.  За други значения вижте Лоза (пояснение).
Лоза̀ (Vitis) е род многогодишни растения от семейство Лозови (Vitaceae). Включва около 70 вида, разпространени в умерения пояс на Северното полукълбо, главно в субтропични области на Европа, Средна Азия, Северна Африка и Северна Америка. Палеоботаническите изследвания доказват, че лозата се е появила на Земята преди човека. Смята се, че дивата лоза е окултурена около 7000 г. пр.н.е. в районите на Задкавказието, земите около Каспийско и Черно море, Мала Азия и Месопотамия. От тези области лозата е пренесена на Балканския полуостров около 3090 пр.н.е., по-късно – и в други страни на Европа. В България расте Vitis vinifera. 
Голяма част от отглежданите сортове лоза произхождат от подвида културна лоза – Vitis vinifera subsp. sativa, произлязла от горската лоза – Vitis vinifera subsp. silvestris. Поради слабата устойчивост на местните сортове към филоксерата, за производство на хибриди или подложки се използват някои устойчиви американски видове – Vitis labrusca, Vitis berjandieri, Vitis vulpina, Vitis Ru-pestris. 
Лозата има мощна коренова система. Височината на стъблото, броят на кордоните и рамената се определят от възприетата формировка. Едногодишните пръчки са дълги 3 – 5 м, с членесто устройство. Листата са целокрайни или длановидно нарязани (най-често 5-делни) и назъбени. Съцветието на лозата е сложен грозд или метлица. Цветовете са дребни, зеленикави. Плодът е от тип „ягода“ с една до 4 малки твърди семки (при някои сортове – с безсеменни плодове). Гроздовете и зърната на отделните сортове са с различна форма, големина, сбитост, разклоненост, оцветеност. Известни са около 20000 сорта, в България – около 2000, около 100 от които са местни (аборигенни). Промишлено значение имат 25 – 30 сорта. Гроздето се консумира в прясно състояние, използва се за производство на стафиди, безалкохолни и алкохолни напитки (сокове, компоти, вина и други). Съдържа: вода – 70 – 85%, въглехидрати-15-30%, органични киселини – 0,3 – 1,5%, танини – 0,01 – 0,1%, азотни вещества -0,03 – 0,17%, минерални вещества – 0,3 – 0,5%, витамини A, B1, В2, В6, С и PP. Изискванията към десертните сортове са: големи, рехави и с красива външност гроздове, едри зърна, ярко оцветени и обилно покрити с восъчен налеп; приятен вкус, умерена захарност и освежаваща киселинност. В България промишлени десертни сортове са Болгар, България, Италия, Кардинал, Мискет хамбургски, Супер ран Болгар, Царица на лозята. 

## Видове
- Vitis acerifolia
- Vitis aestivalis
- Vitis amurensis
- Vitis arizonica
- Vitis berlandieri
- Vitis californica
- Vitis × champinii
- Vitis cinerea
- Vitis coignetiae
- Vitis davidii
- Vitis × doaniana
- Vitis girdiana
- Vitis labrusca
- Vitis lincecumii
- Vitis munsoniana
- Vitis muscadinia
- Vitis mustangensis
- Vitis × novae-angliae
- Vitis palmata
- Vitis riparia
- Vitis rotundifolia
- Vitis rupestris
- Vitis shuttleworthii
- Vitis tiliifolia
- Vitis vinifera – Европейска винена лоза